# Скутаты

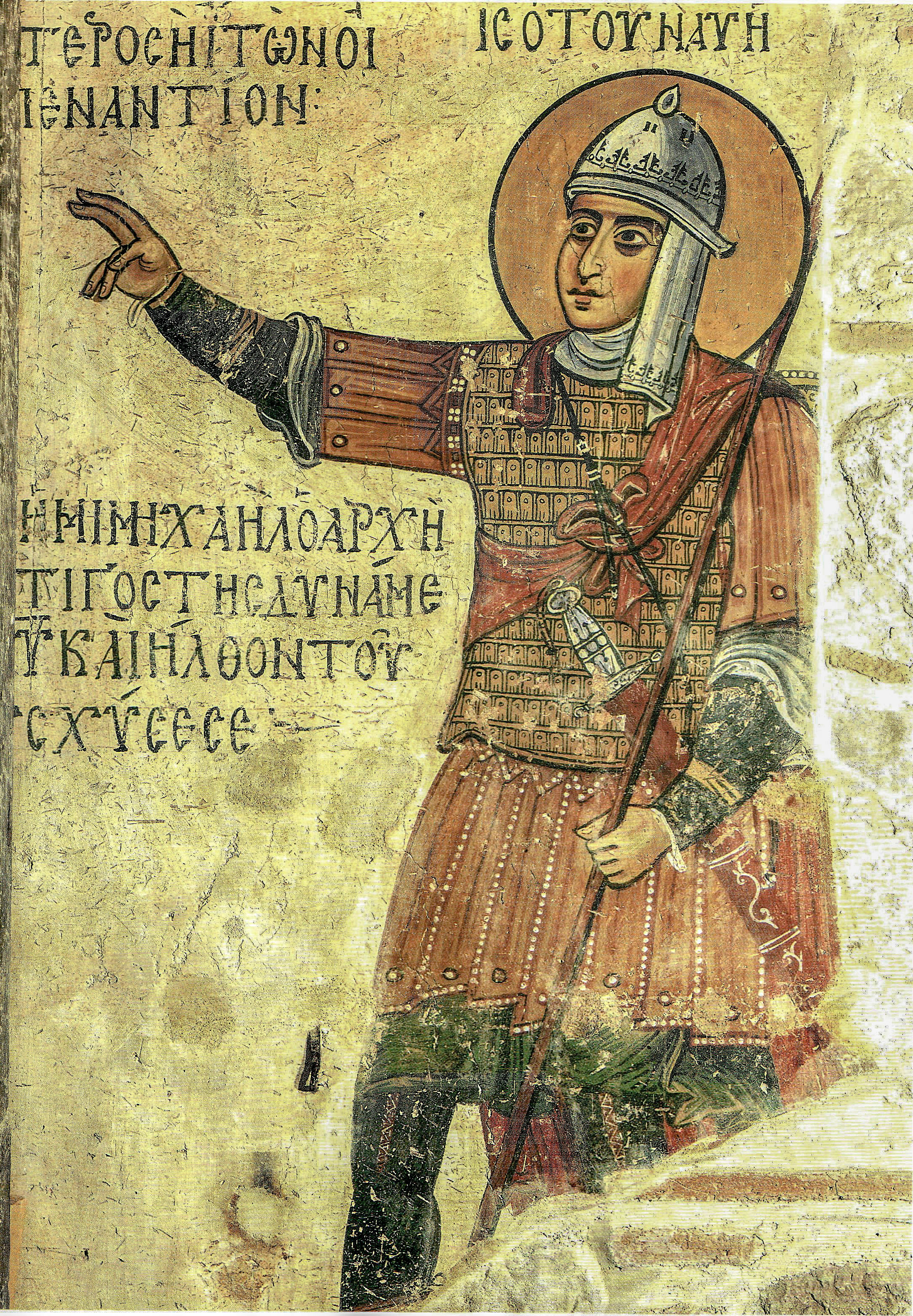
Византийская фреска X века с изображением тяжеловооружённого воина. Солдат облачён в ламеллярный панцирь (кливаний) и вооружён копьём (контарионом) и мечом (спатой)

Скутаты — тяжёлая пехота в армии Византийской империи. Название происходит от традиционного римского щита «скутум». Скутаты составляли ядро византийской пехоты и являлись основным родом войск империи.
В таксиархию, главную тактическую единицу византийской пехоты численностью 1000 человек, входило 500 скутатов. На поле боя скутаты находились в центре первых двух главных линий боевого порядка. Построение скутатов достигало 16 человек в глубину, а основной тактикой было наступление, производившееся как монолитной фалангой, так и мобильными подвижными отрядами-нумериями (наступление, как правило, обеспечивалось поддержкой лучников и метателей дротиков). Как и вся византийская пехота, скутаты комплектовались подданными империи на полупостоянной основе
Вооружение скутатов:
- Спата — длинный (ок. 90 см) тяжёлый меч
- Парамерион — однолезвийный меч с рукоятью сабельного типа
- Кливанион — ламелярный панцирь, дополненный птеригами (кожаными полосами для защиты плеч)
- Контарион — длинная пика (2 — 3 м длиной), использовавшаяся солдатами первых рядов пехотных подразделений для борьбы с вражеской конницей
- Шлем (чаще всего — простой конической формы)
- Скутум — большой деревянный щит овальной формы, покрытый кожей и украшенный росписью